# 波金基
51°6′55″N 24°56′29″E / 51.11528°N 24.94139°E
波金基（烏克蘭語：Погіньки），是烏克蘭的村落，位於該國西部沃倫州，由科韋利區負責管轄，面積0.04平方公里，海拔高度185米，2001年人口205，人口密度每平方公里4,880.95人。